# Sungsang IV
Sungsang IV is een bestuurslaag in het regentschap Banyuasin van de provincie Zuid-Sumatra, Indonesië. Sungsang IV telt 4816 inwoners (volkstelling 2010).